# Office fédéral de la protection de la population
L'Office fédéral de la protection de la population (OFPP) est un office fédéral suisse, chargé de la protection de la population. Il dépend du Département fédéral de la défense, de la protection de la population et des sports et se situe à Berne.

## Rôle et organisation
Le rôle de l'office est d'assurer la coordination de la conduite, de la protection, du sauvetage et de l'aide en collaboration avec les cinq piliers de la protection de la population, soient la police, les sapeurs-pompiers, la protection civile, les services techniques (eau, électricité, communication) et les services de santé publique en cas de catastrophe, de situation d'urgence ou de conflit armé.
Pour cela, l'office est organisé en cinq unités, à savoir la division « Conception et coordination » responsable de la stratégie et de la coordination avec les cantons, le Laboratoire de Spiez, institut national pour la protection contre les menaces et les risques atomiques, biologiques et chimiques, la division « Centrale nationale d'alarme » chargée d'avertir la population en cas d'évènement, la division « Instruction » responsable de la formation dans ce domaine et la division « Infrastructure », responsable du maintien des ouvrages de protection, du matériel et des systèmes techniques.